# Етемб
Етемб (фр. Eteimbes) насеље је и општина у источној Француској у региону Алзас, у департману Горња Рајна која припада префектури Алткирх.
По подацима из 2011. године у општини је живело 365 становника, а густина насељености је износила 73,59 становника/km². Општина се простире на површини од 4,96 km². Налази се на средњој надморској висини од 370 метара (максималној 412 m, а минималној 340 m).

## Демографија
| 1962. | 1968. | 1975. | 1982. | 1990. | 1999. | 2011. |
| ----- | ----- | ----- | ----- | ----- | ----- | ----- |
| 82    | 105   | 123   | 148   | 232   | 280   | 365   |

График промене броја становника у току последњих година